# Johfra
Johfra, afgeleide naam van Franciscus Johannes Gijsbertus van den Berg (Rotterdam, 15 december 1919 - Fleurac, Dordogne, 6 november 1998), was een van oorsprong Nederlands kunstschilder die grotendeels, van 1964 tot aan zijn dood, in Frankrijk heeft geleefd en gewerkt.

## Korte samenvatting
Als kunstschilder werd Johfra bij het grote publiek vooral bekend door de 12 Zodiak-posters die hij in 1973 in opdracht van Verkerke Reprodukties vervaardigde. Hij schilderde vooral thema's in het fantastisch realisme met veel symboliek en paste hierbij de ambachtelijke techniek van de oude meesters toe. Zelf noemde hij zich een schilder van het 'psychisch realisme' omdat hij vooral gebruik maakte van eigen droombeelden en daarnaast ook veel voorstellingen ontleende aan o.a. de natuur, alchemie, mystiek, astrologie en sprookjes en sagen. Johfra was getrouwd met Diana Vandenberg (pseudoniem voor Angèle Thérèse Blomjous, Den Haag, 4 januari 1923 - Den Haag, 10 april 1997). In 1962 verliet hij Diana voor zijn tweede echtgenote Ellen Lórien (pseudoniem voor Els de Jonge, Utrecht, 16 maart 1924 - Plazac, Dordogne, 22 mei 2016). Met Ellen leefde hij tot zijn overlijden samen in Frankrijk.

## Biografie

### Den Haag
Franciscus Johannes Gijsbertus (roepnaam Frans) van den Berg werd op 15 december 1919 om 10:30 geboren in de Scheepstimmermanslaan te Rotterdam. Zoon van Franciscus Hubertes Bernardus van den Berg (Roermond 4 april 1890 - Den Haag 28 december 1977) en Jeanne Bosschart (Rotterdam 3 maart 1884 - Den Haag 24 juli 1968). Hij groeide op in Den Haag waar hij op de lagere school al opviel door zijn tekentalent. De jonge Frans van den Berg laat zich het meest inspireren door de natuur, vooral de Haagse bossen en duinen waar hij zoveel mogelijk rondzwerft, en door zijn eigen fantasieën en dromen. In zijn autobiografie Symphonie Fantastique kenmerkt hij zichzelf als een 'natuurmysticus' die een grote verbondenheid voelde met de natuur en vooral met ongerepte en weelderige bossen. Hij besluit al op vroege leeftijd dat hij kunstschilder wil worden. Op 12-jarige leeftijd verlaat hij de school en wordt hij door een oudoom verder onderwezen in moderne talen en wiskunde ter voorbereiding tot toelating voor de Academie voor Beeldende Kunsten te Den Haag. Op 15-jarige leeftijd wordt hij toegelaten tot de Haagse Academie en krijgt o.a. les van Henk Meijer, Paul Citroen, Willem Rozendaal, Aart van Dobbenburgh, Ahrend Hendriks, Willem Schröfer, Cees Boldingh, Dirk Harting, Sierk Schröder, George Hogerwaard en Jan Giessen. Hier maakt hij kennis met de moderne stromingen in de schilderkunst zoals het kubisme en andere abstracte richtingen. Hij waardeert deze kunststromingen wel en experimenteert er ook mee maar voelt zich toch meer thuis in de oude academische traditie en bekwaamt zich, hoofdzakelijk op eigen initiatief, in de teken en schildertechnieken van de oude meesters. Hier ontdekt hij ook het werk van Leonardo da Vinci, waar hij een levenslange bewondering voor heeft en beschouwt deze als zijn 'ware leermeester'. Hij raakt bevriend met medestudenten Hans Kroesen en Gerard Lutz waar hij vaak mee optrekt. In 1940 breekt de Tweede Wereldoorlog uit en in dat jaar bekwaamt hij zich in etsen en lithografie. In een Duits nazi-propaganda tijdschrift over 'ontaarde kunst' ontdekt hij een artikel met een aantal illustraties van werken van Max Ernst, René Magritte, André Masson, Giorgio de Chirico en andere soortgelijke kunstenaars. Het is voor hem een feest van herkenning en het sterkt hem om op de ingeslagen weg verder te gaan. Gedurende een groot deel van de oorlog moet hij onderduiken, onder andere omdat hij zich niet wil laten inschrijven bij de nazistische 'Kulturkammer' en om de 'Arbeitseinsatz' te ontlopen. Bovendien wordt aan het eind van de oorlog, bij het beruchte bombardement op het Bezuidenhout van 3 maart 1945 waarbij 550 inwoners van Den Haag omkomen, ook zijn ouderlijk huis verwoest waarbij nagenoeg al zijn tot dan gemaakte werken in vlammen opgaan. Daar is hij overigens niet echt rouwig om: hij ziet dit als een 'nieuwe start' waarbij hij niet meer 'gehinderd' wordt door zijn eerste werken die hij als een afgesloten periode beschouwt. Kort na de oorlog gebruikt hij het pseudoniem 'Johfra', dat is afgeleid van zijn voornamen (Joh)annes (Fra)nciscus.

### Diana Vandenberg
In 1946 ontmoet Johfra de schilderes Angèle Thérèse Blomjous, die zich wat later Diana gaat noemen. Zij heeft een soortgelijke schildersstijl en deelt ook grotendeels zijn interesses. Een relatie ontstaat en samen maken ze o.a. studiereizen naar Italië, Frankrijk en Spanje om daar de natuur en in musea de oude meesters te bestuderen. In 1952 treden ze in het huwelijk. Diana ondertekent haar werk vanaf dan met Diana Vandenberg. Door o.a. hun gezamenlijke interesse in esoterische leringen treden ze in 1953 toe tot de Rozenkruisers. In 1954 bezoeken ze de grotten van Lascaux. Er worden diverse solotentoonstellingen van hun werk gehouden in Nederland, België en de VS. In 1959 ontmoet Johfra Salvador Dalí wat voor hem een grote stimulans is om zich verder te bekwamen in het surrealisme. Ondertussen is de relatie tussen hem en Diana bekoeld en in 1957 ontmoet Johfra Els de Jonge die in 1962, het jaar waarin Johfra de Rozenkruisers verlaat, zijn nieuwe geliefde wordt.

### Ellen Lórien en verhuizing naar Frankrijk
Samen verhuizen ze in 1964 naar Aspremont in het departement Alpes-Maritimes in Zuid-Frankrijk. Els de Jonge, die de artiesten naam 'Ellen Lórien' gebruikt (naar de naam voor het elfenland Lothlórien uit "In de Ban van de Ring" van J.R.R. Tolkien), is zelf een verdienstelijk kunstenares die zoals Johfra en Diana Vandenberg in fantastisch realistische stijl schildert. Zij behartigt Johfra's zakelijke contacten met klanten en galeries en verzorgt exposities van hun beider werk zodat Johfra zelf zijn tijd aan schilderen kan besteden. De eerste tien jaar kost het moeite om financieel rond te komen en wordt Johfra's werk maar mondjesmaat verkocht. Vooral omdat die, naast mythologische voorstellingen, zijn schilderijen veelal bevolkt met duistere fantasie wezens (Johfra noemt deze 'drummels') en heksen en demonen in een woestijnachtige omgeving, wat veel mensen als donker, beangstigend en negatief beschouwen. Ellens werk, bloemen, elfjes, feeën en kabouters en ook opdrachten voor portretten, wordt meer gewaardeerd door de klanten van galeries in Nederland en Frankrijk, en hoofdzakelijk leeft het kunstenaarsechtpaar aanvankelijk dan ook van de opbrengst van haar werk. Later vervaardigt Johfra ook meer 'mildere schilderijen' met weelderige landschappen en fraai gevormde jonge vrouwen die beter in de smaak vallen bij het grote publiek. Begin jaren zeventig wordt op initiatief van kunstcriticus Hein Steehouwer een kunstenaarscollectief gevormd, de zogenaamde 'meta-realisten' waartoe ook Johfra, zijn ex-vrouw Diana, en Ellen toetreden. Door de reclame die Steehouwer maakt wordt Johfra's werk populairder en de verkoop stijgt. Ook krijgt hij van 'posterkoning' Engel Verkerke opdracht om de twaalf dierenriemtekens te schilderen waarvan Verkerke posters uitbrengt die goed verkocht worden. Hierdoor krijgen Johfra en Ellen meer financiële armslag. Ze voelen zich ondertussen eigenlijk niet meer thuis in Zuid-Frankrijk en zoeken naar een betere omgeving om te wonen. Op hun speurtochten door Frankrijk komen ze ook in de Dordogne, een gebied waar ze zich beiden direct thuis voelen, met een veel groenere en weelderiger natuur dan de droge Alpes-Maritimes. In 1974 verhuizen ze naar het plaatsje Fleurac in de Dordogne, waar ze een oude watermolen met een flink stuk grond kopen. De vervallen molen wordt in de loop der jaren opgeknapt, grotendeels eigenhandig door Johfra en Ellen, en beiden hebben uiteindelijk ieder een apart atelier tot hun beschikking. Later wordt er nog in het gebouw een galerie gerealiseerd, genaamd "La Licorne" (nl: de Eenhoorn), waar ze gezamenlijk hun schilderijen exposeren. Hier blijven ze beiden wonen en schilderen voor de rest van hun leven. Hun leven neemt geleidelijk een vaste routine aan: ze staan beiden vroeg op, meestal bij zonsopgang, en samen ontbijten ze en gaan dan naar hun eigen atelier waar ze alleen werken en zien elkaar dan ook overdag niet veel. In de avond eten ze samen en bespreken wat hen bezighoudt bij hun schilderswerk, kijken even naar de televisie om o.a. van de actualiteit op de hoogte te blijven, en maken dan ook vaak samen een wandeling met hun twee honden door de bosrijke omgeving om o.a. inspiratie op te doen voor nieuwe schilderijen. Ze gaan vroeg naar bed om ook weer 's morgens vroeg op te kunnen staan. Deze routine wordt alleen doorbroken als er bezoek komt, vrienden of galeriebezoekers, of door reizen die ze zelf ondernemen naar galeries, klanten, vrienden en bekenden in meest Nederland en Frankrijk en andere landen. In 1989 werd er door Robin Lutz een documentaire over Johfra's leven en werk gemaakt die in 1991 werd uitgezonden door de NOS. In 1990 werden er ook door cineast Roderik Rodenburg opnamen gemaakt voor een film die in 2005 gereed was. Johfra overleed eind 1998, na een ziekbed van een half jaar, aan de gevolgen van darmkanker. Ellen Lórien overleefde Johfra 18 jaar en bleef al die tijd schilderen en ook Johfra's nalatenschap beheren. In samenwerking met de dichter Gerrit Luidinga werd in 2001 een lijvig boekwerk gepubliceerd "Hoogste lichten en diepste schaduwen, een kunstenaarsleven in beeld" met een overzicht van Johfra's leven en werk. Ellen Lórien overleed in 2016.

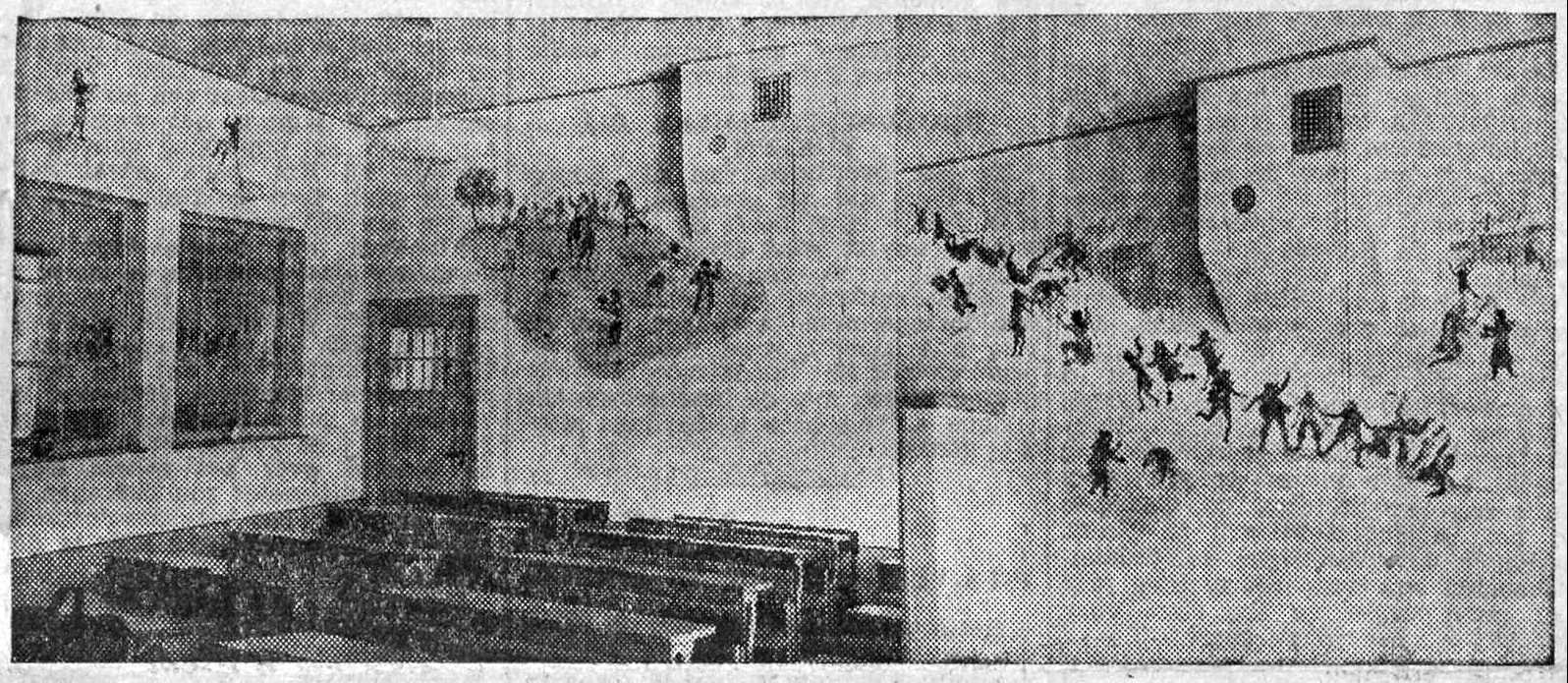
Lokaal met wandschilderingen van Frans van den Berg in St. Joost school nabij Echt, 1951

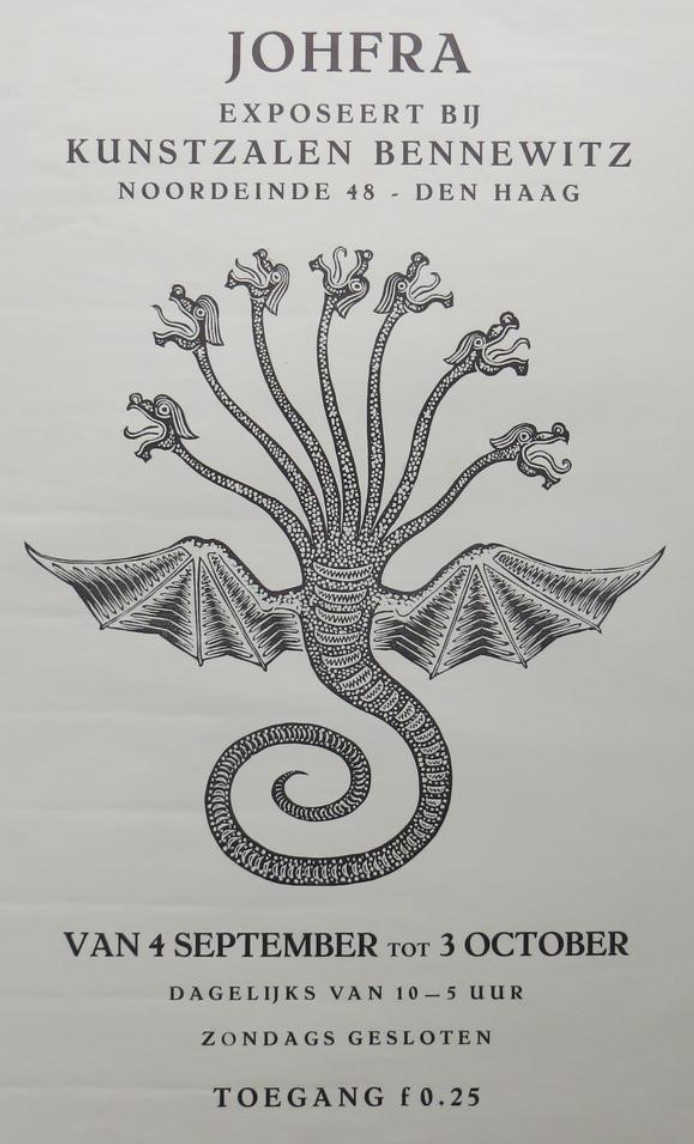
Johfra exhibition - Gallery Bennewitz, Den Haag, 1953

## Werkwijze
Johfra had zich de technieken van de oude meesters eigen gemaakt, vooral zoals ontwikkeld in en vanaf de renaissance. Hij had veel interesse in anatomie en had zich op de Haagse Academie vooral bekwaamd in schilderen en tekenen van het menselijk lichaam in allerhande houdingen. Hij had grote bewondering voor de beeldhouwkunst van onder anderen de klassieken maar hij was geen beeldhouwer geworden omdat hij van mening was dat met schilderen hij toch beter kon uitdrukken, vooral in de sfeer of uitstraling van een schilderij, wat hij wilde laten zien aan de toeschouwer. Johfra maakte veel technisch perfecte en hoog realistische tekeningen van menselijke figuren die hij op zijn schilderijen verder uitwerkte. Johfra vond van zichzelf dat hij meer een 'vormmens' was dan een kleurenspecialist en werkte de vormen in de onderschildering dan ook tot in detail uit. Hij was van mening dat een sterke vorm, zoals bij een uitgewerkte anatomisch correcte tekening van een menselijk lichaam, niet samen kon gaan met een fel kleurenpallet: 'Dan worden het beschilderde poppen'. Daarom gebruikte Johfra meestal gedempte en zachte pastelkleuren als afwerking in de laatste doorzichtige kleurlaagjes van zijn schilderijen. Hij begon vaak vanuit willekeurige vlekken in een proefschilderijtje, waarin hij door vrije associatie beelden en figuren begon te zien zoals men vaak bv. in stapelwolken kan zien, en als dat naar zijn zin was zette hij de voorstelling over op paneel of doek waarbij Johfra meestal de voorkeur aan paneel gaf. Hierop kon hij gladder werken dan op doek. Daarop werkte hij de voorstelling verder uit tot in detail. Dit deed hij in grisaille, een monochrome onderschildering in grijzen en bruinen met witte hoogsels. Als hij tevreden was wachtte Johfra tot deze onderschildering volkomen droog was en begon daarna met het doorschilderen in kleur met doorzichtige laagjes glacis. Dit is een tijdrovende procedure en daarom was Johfra vaak met een tiental schilderijen tegelijk bezig.